# Советский (Купинский район)
Советский — посёлок в Купинском районе Новосибирской области России. Административный центр Вишневского сельсовета.

## География
Площадь посёлка — 69 гектаров.

## История
Решением Купинского райисполкома № 164 от 27 апреля 1961 года центральной усадьбе совхоза «Советская Сибирь» наименования посёлок Советский.

## История школы
| История школы |
| - 1936 год - основание начальной школы совхоза "Советская Сибирь". - Решением Купинского районного исполкома депутатов трудящихся от 11 июня 1949 года №236 начальная школа совхоза "Советская Сибирь" преобразована в семилетнюю школу совхоза "Советская Сибирь". - Решением исполкома Купинского районного Совета депутатов трудящихся от 20 января 1961 года №24 семилетняя школа совхоза "Советская Сибирь" преобразована в восьмилетнюю. - Решением исполкома Купинского районного Совета депутатов трудящихся от 07 апреля 1966 года №122 восьмилетняя школа совхоза "Советская Сибирь" реорганизована в Советскую среднюю общеобразовательную трудовую политехническую школу. - Постановлением территориальной администрации Купинского района от 21 марта 2000 года №80 Советская средняя школа преобразована в муниципальное образовательное учреждение Советскую среднюю общеобразовательную школу Купинского района Новосибирской области. - 28 мая 2008 года на основании постановления главы Купинского района МОУ Советская СОШ реорганизована в форме присоединения к ней МОУ Васильевской ООШ. - 21 ноября 2011 года постановлением администрации Купинского района создано Муниципальное казенное общеобразовательное учреждение Советская средняя общеобразовательная школа путем изменения типа существующего МОУ Советской СОШ. - 20 января 2020 постановлением администрации Купинского района создано Муниципальное бюджетное общеобразовательное учреждение Советская средняя общеобразовательная школа путем изменения типа существующего МКОУ Советской СОШ. |

## Население
| 2002 | 2007 | 2010 |
| ---- | ---- | ---- |
| 615  | ↘568 | ↘535 |

## Инфраструктура
В посёлке по данным на 2007 год функционируют 1 учреждение здравоохранения и 1 учреждение образования.